# Nhiệt thăng hoa
Nhiệt thăng hoa, còn gọi là entanpi thăng hoa, là nhiệt lượng cần thiết để chuyển để chuyển đổi một mol chất từ trạng thái rắn sang trạng thái khí ở một nhiệt độ và áp suất nhất định, thường là nhiệt độ và áp suất tiêu chuẩn (STP). Nhiệt thăng hoa thường được biểu diễn bởi đơn vị kJ/mol, mặc dù đơn vị ít phổ biến hơn kJ/kg is cũng được sử dụng. oke

## Bảng ntanpi thăng hoa
| Ký hiệu hóa học | chất/nguyên tố | Entanpi thăng hoa (kJ/mol) |
| --------------- | -------------- | -------------------------- |
| Na              | natri          | 108                        |
| K               | kali           | 89                         |
| Rb              | rubidi         | 82                         |
| Cs              | cesi           | 70                         |
| Mg              | magnesi        | 15                         |
| Ca              | canxi          | 192                        |
| Sr              | stronti        | 164                        |
| Ba              | bari           | 176                        |
| I2              | iod            | 62.4                       |
| C10H8           | naphthalen     | 72.9                       |
| CO2             | cacbon dioxit  | 25                         |